# Idiops camelus
Idiops camelus là một loài nhện trong họ Idiopidae.
Loài này thuộc chi Idiops. Idiops camelus được Cândido Firmino de Mello-Leitão miêu tả năm 1937.